# Béhuard
Béhuard är en kommun i departementet Maine-et-Loire i regionen Pays de la Loire i nordvästra Frankrike. Kommunen ligger i kantonen Saint-Georges-sur-Loire som tillhör arrondissementet Angers. År 2022 hade Béhuard 119 invånare.

## Befolkningsutveckling
Antalet invånare i kommunen Béhuard
| Referens: INSEE |